# Lutjanus aratus
Lutjanus aratus es una especie de peces de la familia Lutjanidae en el orden de los Perciformes.

## Morfología
• Los machos pueden llegar alcanzar los 100 cm de longitud total.

## Alimentación
Come peces e invertebrados.

## Hábitat
Es un pez de mar de clima tropical y asociado a los  arrecifes de coral que vive hasta 60 m de profundidad.

## Distribución geográfica
Se encuentra desde México hasta el Ecuador.

## Uso comercial
Se comercializa fresco.